# Sicya vigasia
Sicya vigasia är en fjärilsart som beskrevs av William Schaus 1901. Sicya vigasia ingår i släktet Sicya och familjen mätare. Inga underarter finns listade i Catalogue of Life.